# La maison (película de 1970)
La maison es una película francesa realizada por Gérard Brach y estrenada en 1970.

## Sinopsis
Antiguo profesor de historia natural, Louis Compiègne vive retirado en una gran casa, en compañía de Pascal, su fiel sirviente. La llegada de una joven estudiante estadounidense va a poner en jaque la tranquila vida del jubilado.

## Ficha técnica
- Realización : Gérard Brach
- Guion : Gérard Brach
- Imagen : Étienne Becker
- Sonido : Jean-Pierre Ruh
- Música : The Wallace Collection; Maurice Lecoeur; y "Parlez-moi d'amour" por Lucienne Boyer
- Montaje : Kenout Peltier
- Consejero técnico : Pierre Grunstein
- Lugar del rodaje: Castillo de Pronleroy
- Producción : Claude Berri, Jean-Pierre Rassam
- Sociedades de producción : Renn Producciones, Vicco Películas
- País :   Francia
- Género : Comedia cinematográfica
- Salida : 26 de agosto de 1970 (Francia)

## Distribución
- Michel Simon : Louis Compiègne
- Patti D'Arbanville : Lorraine Hoper
- Paul Préboist : Pascal
- Alain Libolt : Étienne
- Anémone
- Richard Bohringer : un amigo de Loraine
- André Weinfeld : un amigo de Loraine
- Claude Melki : un amigo de Loraine
- Lorenne Rio : una joven
- Siddy Ayres
- Odette Duque
- Alexandre Klimenko
- Aïssa Sylla

## Recepción
Según Quiconque exerce ce métier stupide mérite tout ce qui lui arrive de Christophe Donner, la película fue un fracaso, y la cataloga de « irregardable », es decir, imposible de ver. Desde que terminó el rodaje, parece que Brach buscó en su siguiente proyecto, El barco sobre la hierba resarcirse del desastre.